# Menso Alting
Menso Alting (Eelde, 9 november 1541 — Emden, 7 oktober 1612) was een Nederlands predikant en kerkhervormer.

## Levensloop
Menso Alting was een zoon van Rudolf Alting, de schulte van Eelde, en Emika Schierbeek. Hij werd geboren in Eelde en groeide in een katholieke familie op. Na enkele scholen in Nederland en Duitsland te hebben bezocht, ging hij theologie studeren in Keulen. In 1564 werd hij benoemd tot vicaris van Haren. Enkele maanden later (12 mei van dat jaar) werd hij benoemd tot pastor van Sleen. Waarschijnlijk is Menso Alting in deze periode zelden in Sleen (en mogelijk ook niet vaak in Haren) geweest en gebruikte hij deze functies, die hij te danken had aan invloedrijke familieleden, vooral als inkomstenbron voor zijn studie.
Nog tijdens zijn studie sloot hij zich in 1565 aan bij de gereformeerde vleugel van de Reformatie. Hij zette zijn studie voort in Heidelberg. Na het afronden van zijn studie ging Menso Alting terug naar Helpen en Sleen, ditmaal om de inwoners te bekeren tot het protestantisme. Volgens de overlevering gebruikte hij een hunebed als kansel voor zijn hagenpreken. Dit hunebed bij Schoonoord heet in de volksmond nog steeds de Papeloze kerk.
In juli 1567, toen na de Beeldenstorm de protestanten steeds zwaarder vervolgd werden in de Nederlanden, vluchtte Menso Alting naar Duitsland. Via Leiselheim (bij Worms), Dirmstein (bij Frankenthal) en Heidelberg kwam hij in 1575 terecht in de Oost-Friese stad Emden. Rond die tijd bestond bijna de helft van de bevolking van deze stad uit protestantse vluchtelingen uit de Nederlanden; naar schatting zijn in de tweede helft van de 16e eeuw zo'n 6000 Nederlanders in Emden terechtgekomen. 
In oktober 1575 werd hij benoemd tot predikant in de Grote Kerk in Emden. Hij volgde daar de uit Groningen afkomstige kerkhervormer Albert Hardenberg op die in 1574 gestorven was. Alting zorgde voor een doorbraak van het Calvinisme in Emden. Kort nadat hij predikant werd, overleed gravin Anna van Oldenburg. Menso Alting leidde de gereformeerde uitvaartdienst.
Graaf Willem Lodewijk, stadhouder van Friesland, haalde Menso Alting in 1594 tijdelijk weer terug naar Groningen en Drenthe, opdat "de suvere en puure lere des Goddeliken Woords ingevoert en geplantet mag worden". Aan deze periode dankte Menso Alting zijn bijnaam de kerkhervormer van Drenthe.
In maart 1595 speelde Menso Alting een grote rol bij een opstand van de gereformeerde burgerij van Emden tegen de lutherse graaf van Oost-Friesland, Edzard II. Menso Alting, die hoopte dat Emden zich nauwer zou aansluiten bij de opstandige Nederlanden, hitste de bevolking op en ontpopte zich als politiek leider van de gereformeerden. Niet veel later verklaarde de stad zich onafhankelijk van het grafelijke gezag, waardoor deze zich niet meer met het stadsbestuur mocht bemoeien. Bij het verdrag van Delfzijl (15 juli 1595) kreeg Emden een semi-autonome status (gegarandeerd door een Nederlands garnizoen), die het tot 1744 zou behouden.